# Тритон італійський
Тритон італійський, малий тритон італійський (Lissotriton italicus) — вид земноводних родини саламандрових (Salamandridae). Один із 10(11) видів роду. Ендемік Італії. Мешканець рівнинних та прилеглих гірських зволожених середземноморських ландшафтів. Вид охороняється Бернською конвенцією та іншими природоохоронними документами. Описано 2 підвиди.

## Опис
Один із найдрібніших тритонів Європи. Загальна довжина (L. + L.cd.) сягає 8 см (зазвичай менше). Тіло вкорочене. Хвіст (L.cd.) співмірний із довжиною тіла (L.), вузький, загострений, часто закінчується маленькою ниткою, особливо в самців. Дорсо-латеральні складки особливо помітні в самців. На верхній поверхні голови помітна одна борозенка. Пальці задніх лап з'єднані плавальною перетинкою. Спостерігається статевий диморфізм: самиця більша за самця. У дорослих самців збільшена клоака, у період розмноження розвиваються вузькі помаранчеві хвостові плавці (останні можуть розвиватись також у самиць) .
Забарвлення верхньої частини тіла у самців білувате, жовте, коричневе або сіре, із чорними плямами по всьому тілу, включно з кінцівками і хвостом. Уздовж середини спини іноді тягнеться темно-червона або коричнева смуга. Забарвлення спини в самиць сіре або коричневе, з малопомітними темними плямами. Під час водного періоду життєвого циклу боки мають легкі металеві золотисті плями, які втрачаються під час наземного життя, коли шкіра набуває оксамитової текстури та стає водовідштовхувальною. Від кута рота до очей тягнеться бліда смуга. Нижня сторона тіла, включно із хвостом, жовтого або помаранчевого кольору із темними цятками. Горло дещо темніше ніж черево.

## Поширення
Ендемік Італії. Поширений на материковій частині Центральної та Південної Італії. На Сицилії відсутній. Вважається найпоширенішим тритоном на півдні Італії, у центральних районах трапляється рідше.

## Місця проживання
У період розмноження населяє різноманітні стоячі (озера, ставки) і тимчасові (калюжі, канави) водойми, повільно текучі річки та струмки, трапляється також у глибоких і прохолодних басейнах і навіть у коритах для худоби. Поза сезоном розмноження тримається зволожених біотопів, переважно природних, зокрема прибережних розріджених змішаних і листяних лісів, чагарників, лук і пасовищ, у тому числі гірських. Переважно рівнинний вид амфібій. У горах зазвичай трапляється до висоти 600 м н. р. м., рідше до 1750—2000 м.

## Особливості біології

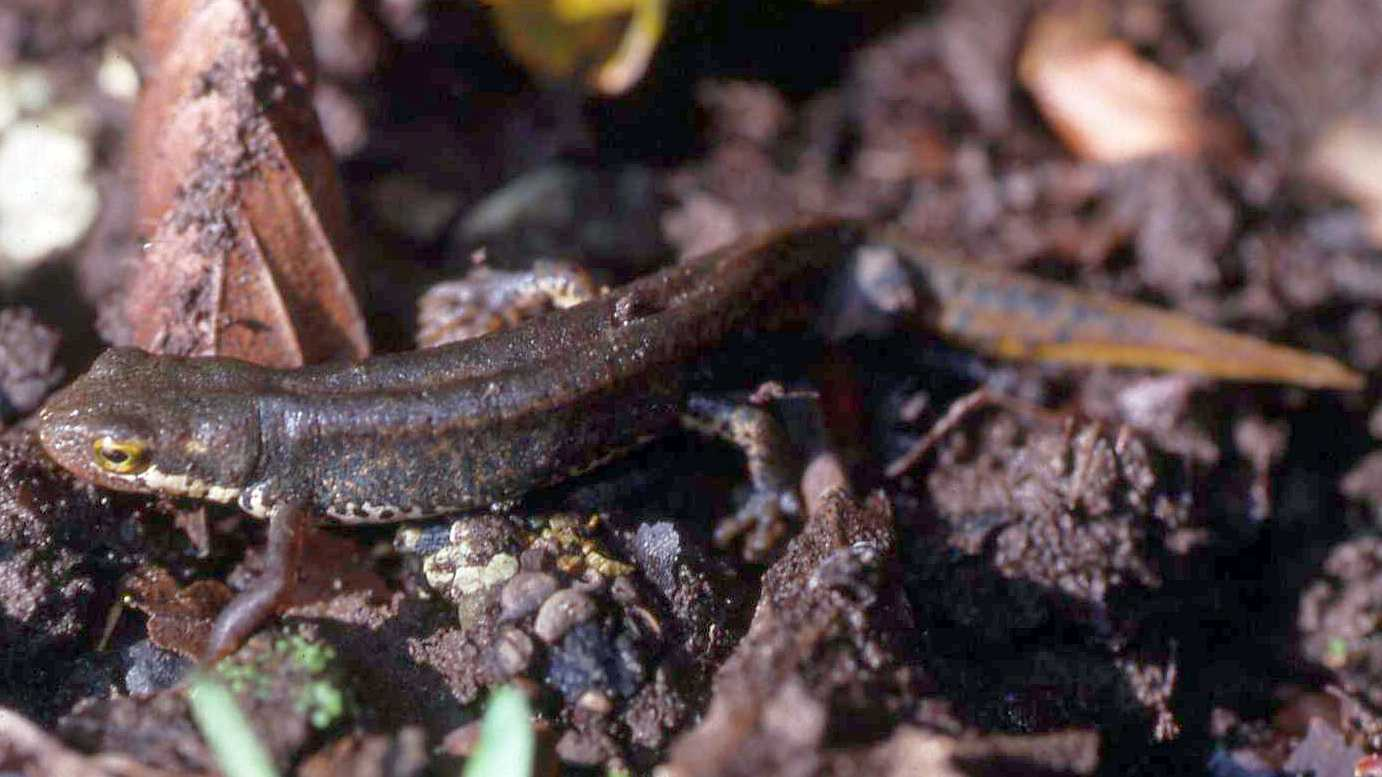
Малий тритон італійський. Козенца (Італія)

На рівнинах, особливо в південних районах, тритони активні протягом року, причому в холодний період часто тримаються водойм. На великих висотах у горах та в посушливих районах може впадати в зимову та літню сплячку. Поза сезоном розмноження веде прихований наземний спосіб життя, виявляючи активність переважно в присмерку та вночі, особливо в дощ. Вдень тритонів можна знайти під камінням, колодами та іншими предметами.
Період розмноження в теплих районах може початися вже в січні, але в горах — у квітні. Самці залицяються до самиць, розсіюючи у воду феромони віялом, завдяки коловим рухам кінчика хвоста. Парування відбувається у воді. Самець виділяє сперматофор, який незабаром поглинається самкою. Самиці відкладають до 500 яєць, розміщуючи їх серед водної рослинності або між зануреними травами. Кожне яйце прикріплюється до водних рослин окремо. Після цього самиці виходять на суходіл і ведуть наземний спосіб життя. Личинки довжиною тіла 5—7 мм з'являються через 3—4 тижні. Їх метаморфоз триває 2—3 місяці, у теплих районах навіть 1—1,5 місяці. Молодь після метаморфозу, при довжині тіла близько 25 мм, з'являється протягом літа залежно від місцевих умов. 
Живиться різноманітними безхребетними, переважно комахами та іншими членистоногими, а також молюсками і черв'яками. Личинки живляться планктоном та іншими дрібними водними безхребетними.

## Охорона
Стан більшості природних популяцій виду в межах ареалу залишається більш-менш стабільним. Саме тому він, згідно з Червоним списком МСОП, отримав охоронний статус «відносно благополучний вид». Але в окремих районах Італії, особливо в центральних, спостерігається тенденція до зниження чисельності популяції виду, що потребує запровадження охоронних заходів. Тому, тритон італійський занесений до Додатку ІІ Бернської конвенції (охоронна категорія: вид підлягає особливій охороні) та Директиви Європейського Союзу 92/43/ЄС «Про збереження природних оселищ та видів природної фауни і флори» (Додаток IV. Види рослин і тварин, що становлять особливий інтерес для Європейського Союзу, які потребують суворих заходів охорони).
Основними загрозами для виду є: 1) осушення окремих водно-болотних місцевостей; 2) забруднення та евтрофікація водойм (особливо нерестових), спричинене сільським господарством; 3) інтродукція хижих риб; 4) епідеміологічне захворювання інвазійним грибком Batrachochytrium salamandrivorans.
Вид охороняється на кількох природоохоронних територіях Італії.

## Систематика
Один із 10(11) видів роду малих тритонів (Lissotriton).
Описано 2 морфологічно малорозрізні підвиди:
- Lissotriton italicus italicus;
- Lissotriton italicus molisanus.